# Falsomordellistena loochooana
Falsomordellistena loochooana là một loài bọ cánh cứng trong họ Mordellidae. Loài này được Nomura miêu tả khoa học năm 1964.